# Гамилькар Барка
Гамилька́р Ба́рка (умер в 228 году до н. э.) — карфагенский военачальник и государственный деятель, отец Ганнибала, Гасдрубала и Магона, братьев Баркидов.
Во время Первой Пунической войны в 247—241 гг. до н. э. он вёл боевые действия в Сицилии, но не смог добиться перелома в войне. В 241 году до н. э. заключил мир с Римом, сумев сохранить военный потенциал Карфагена. В 240—238 гг. до н. э. руководил подавлением Великого восстания наёмников, затем восстановил контроль Карфагенской державы над побережьем Африки, а в 237 году до н. э. высадился в Испании. В ходе девятилетних войн завоевал существенную часть этой страны и сосредоточил в своих руках практически неограниченную власть на этой территории. В 228 году до н. э. погиб в сражении с иберами.
Гамилькар имел репутацию непримиримого врага Рима и свою ненависть к этой державе передал своим сыновьям, старший из которых — Ганнибал — развязал Вторую Пуническую войну и нанёс римлянам ряд тяжёлых поражений.

## Этимология имени
Имя Гамилькара на финикийском языке писалось без гласных — Ḥmlqrt. Это распространённое финикийское имя, означающее брат Мелькарта. Прозвище Барка происходит от финикийского brq или baraq, молния, и, таким образом, эквивалентно распространённому в эллинистическом мире прозвищу Керавн. Возможно, это прозвище Гамилькар получил за свою тактику во время Первой Пунической войны. По другой версии, это прозвище было родовым.

## Биография

### Происхождение
Гамилькар принадлежал к высшей карфагенской аристократии и возводил свою родословную к Элиссе, легендарной основательнице Карфагена. О его родителях ничего не известно; существует только предположение, что старшего из своих сыновей Гамилькар назвал Ганнибалом в честь отца.

### Дата рождения
Гамилькар впервые упоминается в источниках под 247 годом до н. э. как очень молодой человек. Тем не менее известно, что к 240 году до н. э. у него уже была дочь брачного возраста. Следовательно, он должен был вступить в брак не позже 256 года до н. э., а к 247 году, когда его назначили командующим флотом, несомненно, обладал определённым опытом, полученным на командных должностях и, вероятно, при отправлении каких-то магистратур. Таким образом, к тому моменту, когда он появился в источниках, ему должно было быть не менее тридцати лет, а может быть, и больше.
Зонара и Цицерон отождествляют Гамилькара Барку с Гамилькаром, командовавшим на Сицилии в 261—256 гг. и сражавшимся в Африке против Регула. Но Полибий, упоминающий этого Гамилькара, пишет о назначении Барки так, что не даёт основания для такого отождествления.

### Участие в Первой Пунической войне
Гамилькар был назначен командующим карфагенским флотом в 247 году до н. э. К этому моменту конфликт с Римом, продолжавшийся уже 17 лет, зашёл в тупик: Карфаген терпел поражения на суше и потерял почти все свои владения в Сицилии, но римляне были вынуждены отказаться от морской войны из-за серии катастроф, связанных со штормами, а поэтому не могли взять Лилибей и Дрепан  и нанести решительный удар по противнику.
Сразу после своего назначения Гамилькар совершил набег на Италию, опустошив побережье Локриды и Бруттия. Вероятно, его целью при этом было продемонстрировать Риму силу карфагенского флота, отвлечь часть сил противника из Сицилии и захватить пленных для обмена; обмен действительно состоялся в том же году. Затем Гамилькар сосредоточил все свои усилия на сицилийском театре военных действий. Он укрепился в лагере на горе Эйркте у Панорма; отсюда он продолжал набеги на римскую территорию, а когда римская армия расположилась лагерем перед Панормом, Гамилькар начал позиционную войну, продолжавшуюся три года. Полибий упоминает «битвы на суше частые и многообразные», говоря при этом о невозможности их подробного описания.

Историку нельзя было бы исчислить все поводы и подробности тех взаимных засад, наступлений и нападений, какие происходили между воюющими ежедневно… теперь испытаны были все военные хитрости, какие только знает история, все уловки, какие требовались обстоятельствами времени и места, всё то, в чём проявляются необычайные отвага и сила. Однако по многим причинам решительная битва была невозможна: силы противников были равны, укрепления их были одинаково сильны и недоступны, а разделяющее стоянки расстояние было весьма незначительно. Вот главным образом почему происходили ежедневно небольшие схватки и почему не могло быть какого-либо решительного дела. Всегда выходило так, что участвовавшие в бою гибли в самой схватке, а все те, кому удавалось отступить, быстро укрывались от опасности за своими окопами, откуда снова выходили на битву.
— Полибий. I, 57.

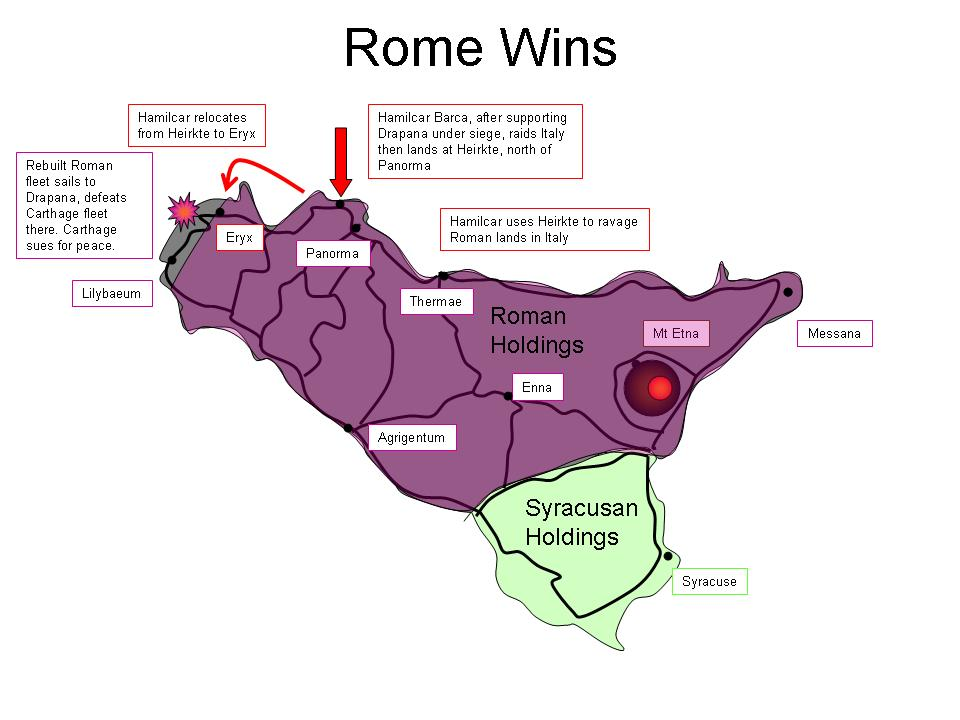
Положение на Сицилии к концу войны. Владения Рима выделены пурпурным цветом, Сиракуз — салатовым, Карфагена — серым.

Единственным заметным событием этих лет стал захват карфагенянами Эрикса, после которого они смогли осадить римский лагерь на вершине одноимённой горы. Но эта осада оказалась безуспешной. В целом Гамилькар не смог нанести римской армии решающий удар, фактически ведя войну на истощение; при этом существует мнение, что Гамилькар оказался связан своей сицилийской базой и постепенно утратил инициативу.
В 241 году до н. э., когда римляне в очередной раз спустили на воду большую военную флотилию, карфагенская эскадра двинулась к Эриксу. Предполагалось выгрузить здесь припасы, взять на борт самые боеспособные части во главе с Гамилькаром и дать римлянам битву на море. Но противник преградил этой эскадре путь у Эгатских островов. В последовавшем за этим сражении карфагеняне были наголову разбиты, так что сицилийская армия оказалась отрезанной от родины. Гамилькар получил чрезвычайные полномочия и в этой ситуации был вынужден начать мирные переговоры. Он проявил себя как способный дипломат, заставив римлян отказаться от тяжёлых и унизительных условий о сдаче его армией всего оружия и о прохождении солдат под игом. Мирный договор предусматривал уход карфагенян с Сицилии, выдачу всех пленных без выкупа и выплату контрибуции; его условия показались римскому народному собранию настолько мягкими, что оно отказалось ратифицировать договор и направило на Сицилию специальную комиссию для расследования, но та добилась только незначительных изменений. После ратификации мира Гамилькар увёл войска в Лилибей и снял с себя звание главнокомандующего. Необходимость уступить врагу из-за чужих поражений он принял «с негодованием и скорбью».

### Восстание наёмников

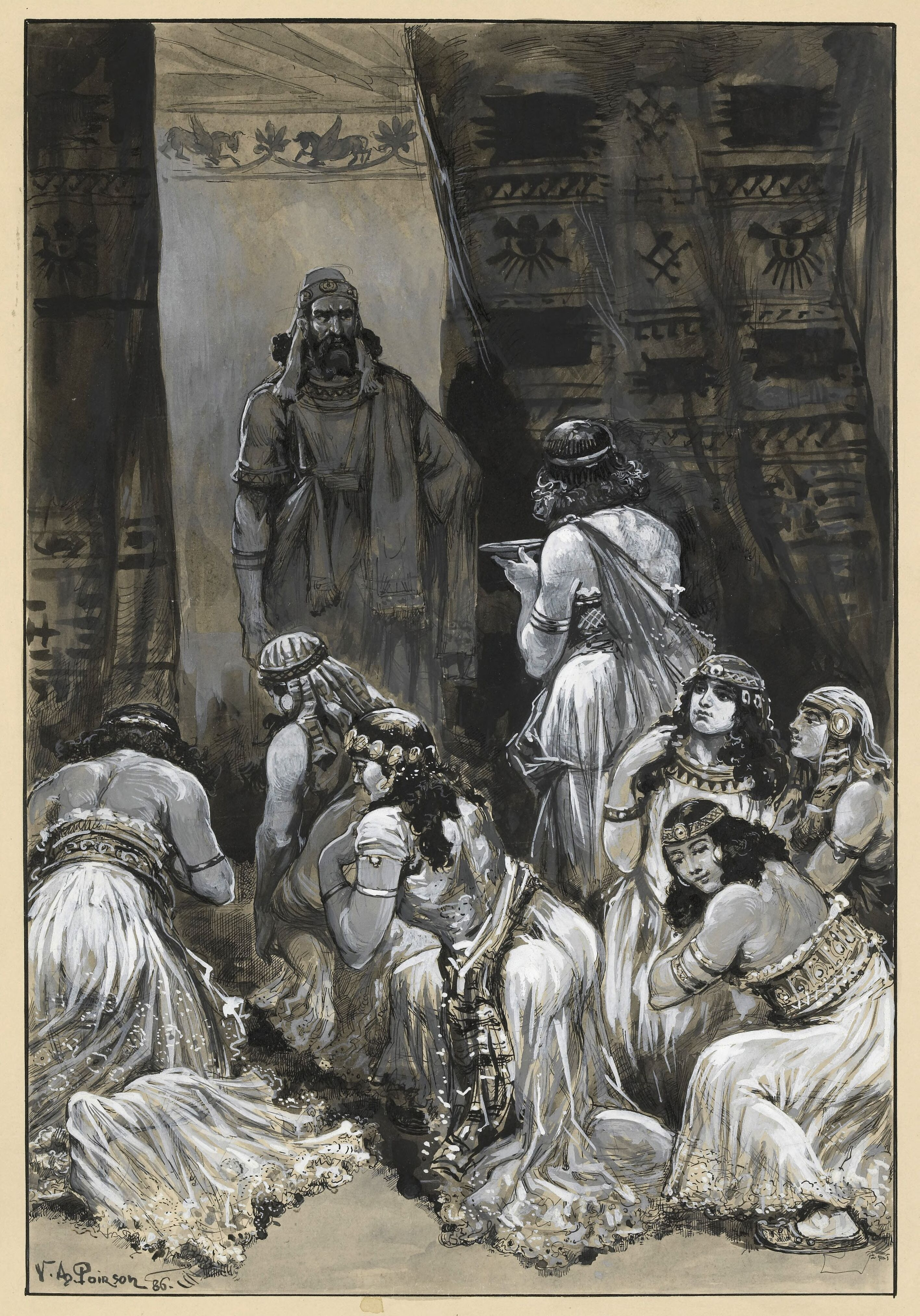
Гамилькар и Саламбо (иллюстрация к роману Г.Флобера «Саламбо»)

Сразу после войны с Римом начался острейший в истории Карфагена внутренний кризис, известный как Великое восстание наёмников. Его виновником во многом был главный из политических противников Гамилькара — Ганнон. Требовавшие выплаты им жалованья солдаты сицилийской армии отвергли Гамилькара в качестве посредника, считая, что он предал их интересы, отказавшись от командования, а затем восстали, причём их поддержали многие города Ливии.
Когда возглавивший правительственную армию Ганнон показал свою некомпетентность, а восставшие смогли отрезать Карфаген от материка, Гамилькар получил командование над ещё одной только что сформированной армией, включавшей 10 тысяч воинов и 70 слонов. С этими силами он атаковал наёмников у реки Баград и разбил их, успешно применив ложное отступление. Шесть тысяч мятежников погибли в бою, две тысячи попали в плен; многие города, поддержавшие было восстание, или сдались, или были взяты штурмом.
Вскоре Гамилькар оказался окружён тремя армиями восставших, но вышел из трудного положения, заключив союз с поддерживавшими наёмников нумидийцами. Командир последних Наравас получил от Гамилькара обещание руки его дочери и привёл в карфагенский лагерь две тысячи своих кавалеристов. Благодаря этому карфагеняне одержали новую победу; их противник потерял на этот раз десять тысяч человек убитыми и четыре тысячи пленными.
После этого поражения мятежники начали вести войну предельно жестокими методами, решив предавать всех попавших в их руки карфагенян мучительной казни. Гамилькар, до этого мягко обращавшийся с пленными, также перешёл к расправам: всех захваченных наёмников бросали на растерзание диким зверям. Перед лицом войны на уничтожение он объединил свои силы с армией Ганнона, но отношения между двумя военачальниками не улучшились, так что власти предложили войску выбрать из двух командиров одного. Выбран был Гамилькар.
Положение правительственной армии ухудшилось из-за перехода на сторону наёмников городов Утика и Гиппакрит, жители которых сбросили со своих стен пятьсот карфагенских солдат. Мятежники снова подступили к Карфагену, но в тылу у них действовали Гамилькар, Наравас и некий Ганнибал, прорвавшийся из города; к тому же Сиракузы и Рим начали оказывать поддержку своему недавнему врагу. Барка, действуя на коммуникациях наёмников, заставил их отступить от Карфагена: «Тогда обнаружилось на деле всё превосходство точного знания и искусства полководца перед невежеством и неосмысленным действием простого солдата». Гамилькар окружил одну из мятежных армий в местности Прион и заставил её голодать; затем под предлогом переговоров он захватил всех командиров, а остальных (до сорока тысяч человек) уничтожил в бою. После подчинения большей части Ливии он вместе с Ганнибалом осадил наёмников в Тунете и на виду у осаждённых распял командовавшего армией в Прионе Спендия. Но мятежники смогли разгромить армию Ганнибала, так что Гамилькару пришлось уйти от Тунета. Тогда карфагенский сенат добился примирения Гамилькара с Ганноном. Последние, командуя совместно, одержали решающую победу над мятежниками. Капитуляция Гиппакриты и Утики в 238 году до н. э. положила конец войне.

### Политическая борьба в Карфагене
После подавления восстания враги Гамилькара привлекли его к суду: по одним сведениям, ещё во время Первой Пунической войны он обещал своим воинам большие подарки, став таким образов невольным виновником их мятежа, по другим — его командование в Сицилии было признано неудовлетворительным. Но Гамилькар снискал своими победами над наёмниками популярность у широких слоёв граждан и смог заключить союз с рядом высокопоставленных лиц, среди которых источники называют Гасдрубала Красивого, «наиболее умевшего добиваться расположения народа». Существовало мнение, что Гасдрубал был любовником Гамилькара, и последний выдал за него свою дочь, только чтобы прикрыть эту связь. Но Корнелий Непот называет эту информацию сплетнями, а Тит Ливий вкладывает рассказ об этом в уста главного врага Баркидов.
Благодаря помощи своих друзей во главе с Гасдрубалом Гамилькар смог избежать суда и возглавить (снова вместе с Ганноном) подавление восстания африканских кочевников. Успех в этой войне позволил ему завоевать богатой добычей расположение армии и двинуть её к новым завоеваниям. Популярность у народа и военных сделала Гамилькара фактически самым могущественным человеком в республике и дала ему возможность единолично направлять внешнюю политику.

### Войны в Испании

Этнографическая и языковая карта Иберийского полуострова в 300 году до н. э. Финикийские колонии выделены синими точками

Стабилизировав ситуацию в африканских владениях Карфагена, Гамилькар около 237 года до н. э. высадился в Гадесе и начал завоевание Испании. В качестве причин для этого античные историки называют желание Барки оставить родину и найти средства для того, чтобы расширять число своих сторонников в Карфагене, а в первую очередь его стремление развязать новую войну с Римом, используя Испанию как удобный плацдарм. «Ясно было, что он задумал войну гораздо значительнее той, которую вёл». Но существует вероятность того, что Карфагену нужно было восстановить свои позиции в Испании, потерянные в предыдущие годы, предотвратить вмешательство усиливающегося Рима в дела этого региона и создать новую основу своей империи взамен Сицилии. Кроме того, захват и эксплуатация заморских владений был в интересах поддерживавших Гамилькара рядовых граждан, поскольку африканские владения находились в руках аристократии. По одним данным, Гамилькар был направлен в Испанию правительством Карфагена; по другим, он действовал по собственной инициативе.
Первыми врагами Гамилькара на Пиренейском полуострове стали племена бастулов и турдетанов. Всё их войско было перебито в сражении; Гамилькар пощадил только три тысячи пленных, которых включил в состав своей армии. Затем иберийский вождь Индорт собрал 50 тысяч воинов, но они разбежались ещё до битвы. Большую их часть карфагеняне уничтожили, Индорта взяли в плен, ослепили и распяли, но остальных пленных (около 10 тысяч человек) отпустили.
Под контролем карфагенян оказались серебряные и золотые рудники Сьерры Морены, благодаря чему Гамилькар смог начать чеканку монеты, необходимой для выплаты контрибуции Риму. В дальнейшем он занял обширные территории; «многие города он взял путём убеждения, многие — силой оружия». Обеспокоенные этим греческие колонии обратились к Риму, и тот в 231 году прислал к Гамилькару посольство с требованием объяснений. Барка (возможно, не без иронии) ответил, что он начал завоевания, только чтобы расплатиться с римлянами. Вероятно, тогда же произошло разграничение сфер влияния Рима и Карфагена в этом регионе: граница прошла по реке Ибер.
Для закрепления карфагенского господства над страной около 230 года до н. э. Гамилькар основал город, который греческие источники называют Акра Левке (Белая Крепость или Белый Холм). Захваченную в ходе войн огромную добычу Гамилькар тратил на раздачи своим воинам и отправлял в Карфаген, чтобы там покупать благосклонность народа и части аристократии и делать более популярной саму идею завоевания Испании. Согласно Корнелию Непоту, «он обеспечил лошадьми, оружием, людьми и деньгами всю Африку».
В 228 году до н. э. Гамилькар осадил город Гелика. Осада складывалась настолько удачно, что большая часть карфагенской армии вместе со слонами была отослана на зимние квартиры в Акра Левке, но после этого вождь племени ориссов, ранее союзный Карфагену, напал на оставшееся у города войско и разбил его. Во время бегства возникла опасность для юных Баркидов — Ганнибала и Гасдрубала — и Гамилькар, спасая сыновей, принял основной удар на себя. Он утонул в реке, сброшенный своей лошадью.
Согласно Корнелию Непоту, Гамилькар погиб в бою с веттонами; Аппиан, не называя противника, также рассказывает о гибели Гамилькара в сражении, где его враги победили благодаря хитрости: они прорвали карфагенский строй быками, запряжёнными в телеги с горящими дровами.
Преемником Гамилькара по командованию в Испании стал его зять Гасдрубал, бывший на тот момент триерархом.

## Характеристика личности
Античные историки единодушно дают самые высокие оценки Гамилькару как храброму воину, непобедимому полководцу и непреклонному врагу Рима. Тит Ливий вложил в уста Ганнона слова о том, что римляне называют Гамилькара вторым Марсом. В источниках неоднократно встречается утверждение, что, если бы не ранняя гибель Гамилькара, Вторая Пуническая война началась бы намного раньше.
Существует предположение о том, что одна из монет, отчеканенных в Новом Карфагене, изображает Гамилькара. Советский антиковед Илья Шифман на основании этого изображения дал характеристику карфагенскому полководцу:

Автору, который, несомненно, стремился не только добиться внешнего сходства, но и дать психологическую характеристику модели, удалось передать твёрдость воли, решительность, суровость и, пожалуй, жестокость властного и уверенного в себе надменного аристократа. Плотно сжатые тонкие губы, курчавая борода, настороженный, как будто пронизывающий взгляд… Художник старательно избегает всего, что могло бы выявить в этом бесспорно незаурядном человеке иные качества — мягкость, доброту, деликатность. Перед нами солдат, который не остановится перед потоками крови, расчётливый и непреклонный политический деятель — такой, каким его воспитала карфагенская действительность с её интригами, коррупцией, смертельной враждой, отчаянной борьбой за власть.
— И.Кораблёв. Ганнибал. — М., 1981. — С. 31—32..

## Семья
У Гамилькара было трое сыновей — Ганнибал, Гасдрубал и Магон. Испанская хроника «Estoria de Espanna» (1282 или 1284 год) сообщает о четвёртом сыне Гамилькара по имени Ганнон; другие источники его не упоминают. Существует гипотеза немецкого учёного Я.Зейберта, согласно которой четвёртый сын Гамилькара был принесён в жертву около 240 года до н. э..
Из источников известны две дочери Гамилькара (их имена не называются). Одна из них стала женой нумидийского аристократа Нараваса, скрепив таким образом союз против восставших наёмников; это прототип главной героини романа Гюстава Флобера «Саламбо». Другая вышла за Гасдрубала Красивого, предполагаемого любовника её отца. Возможно, она ненадолго пережила Гамилькара, так как Гасдрубал взял в жёны дочь иберийского вождя. Кроме того, одного из карфагенских военачальников времён Второй Пунической войны Ганнона, сына Бомилкара, Аппиан называет племянником Ганнибала; таким образом, матерью Ганнона, видимо, была ещё одна дочь Гамилькара.
Своим сыновьям Гамилькар дал образование в эллинском духе, несмотря на наличие в карфагенском законодательстве прямого запрета на это. Вместе с ним они находились в Испании и получили воспитание в военном лагере, окружённые солдатами. Гамилькар передал сыновьям свою ненависть к Риму и стремление к реваншу. В Риме говорили, что «своих сыновей он вскармливает, как львов, натравливая их на римлян». Своего старшего сына Гамилькар заставил принести клятву в вечной ненависти к Риму, и все трое посвятили этой вражде свои жизни, сыграв выдающиеся роли во Второй Пунической войне.

## В художественной литературе
Гамилькар Барка действует в романе Гюстава Флобера «Саламбо» и в повести Александра Немировского «Слоны Ганнибала».